# Star Trek (jeu vidéo, 1971)
Pour les articles homonymes, voir Star Trek (homonymie).
Star Trek est un jeu vidéo de stratégie en mode texte inspiré de la série télévisée Star Trek et initialement développé par Mike Mayfield en 1971 sur ordinateur central. Le joueur est aux commandes du vaisseau spatial USS Enterprise et a pour mission de traquer et de détruire une flotte de vaisseaux Klingon dans un temps limité.
La première version du jeu est programmée en BASIC par Mike Mayfield en 1971 sur un ordinateur central Sigma 7 avec l’objectif de créer un jeu dans la lignée de Spacewar! (1962) mais pouvant être joué avec un téléscripteur au lieu d’un affichage graphique. Il en programme une nouvelle version en 1972 sur un mini-ordinateur HP 2000C qui est publiée l’année suivante dans le catalogue d'Hewlett-Packard. Le jeu est alors repéré par David H. Ahl qui le porte en BASIC-PLUS avant de publier son code source dans la lettre d’information de la Digital Equipment Corporation puis dans son livre 101 BASIC Computer Games (1973). Début 1974, Bob Leedom porte cette version sur le mini-ordinateur Data General Nova, lui apporte de nombreuses améliorations et en fait publier une description dans la lettre d’information de la People's Computer Company. Sa version est alors repérée par David H. Ahl qui porte le jeu en Microsoft BASIC et en publie le code source dans le magazine Creative Computing sous le titre Super Star Trek afin de le différencier du jeu original. Il le republie dans The Best of Creative Computing en 1976 puis dans BASIC Computer Games en 1978. Avec plus d’un million d’exemplaires vendus, ce dernier permet à la version de Bob Leedom de bénéficier d’une popularité beaucoup plus importante que les versions précédentes.
La disponibilité du code source de cette version a permis le portage du jeu sur la plupart des ordinateurs personnels de l'époque.

## Description
Star Trek est probablement le jeu le plus populaire sur ordinateur central à figurer dans l'ouvrage d'Ahl intitulé 101 BASIC Computer Games. Contrairement aux autres jeux en mode texte, le joueur ne doit pas renseigner de réponse écrite, mais des personnages sont affichés à l'écran, grâce à des caractères utilisés comme symboles graphiques pour représenter des objets. Le jeu est au départ développé par Mike Mayfield en 1971 sur l'ordinateur central Scientific Data Systems (SDS) Sigma 7. Star Trek est, comme beaucoup de jeux sur ordinateurs centraux publiés dans l'ouvrage d'Ahl, développé à l'origine en BASIC. Mais à l'époque, les jeux sont largement copiés et portés sur des mini-ordinateurs ou d'autres ordinateurs centraux et ainsi modifiés, ce qui crée une multitude de versions différentes. C'est une de ces versions alternatives qui parait dans 101 BASIC Computer Games, sous le titre de Space War. L'édition de 1978 du livre contient un portage en BASIC Microsoft du jeu Super Star Trek, une version améliorée écrite en 1972, qui est par la suite portée sur de nombreux ordinateurs personnels de l'époque. Ahl déclare dans son livre qu'« il est difficile [à l'époque] de trouver un ordinateur qui ne contient pas une version de Star Trek ». Beaucoup de variations du jeu dans divers langues sont créées par la suite. En 1980, le magazine Dragon décrit Star Trek comme l'un des jeux du moment les plus populaires (sinon le plus populaire) sur ordinateur avec « littéralement des dizaines de versions différentes de ce jeu  en circulation ».

## Système de jeu
Star Trek est un jeu vidéo de stratégie en mode texte inspiré de la série télévisée Star Trek dans lequel le joueur est aux commandes du vaisseau spatial USS Enterprise et a pour mission de traquer et de détruire une flotte de vaisseaux Klingon dans un temps limité. Le jeu débute avec une courte description de la mission avant de permettre au joueur de prendre les commandes de son vaisseau. La mission se déroule dans une galaxie qui est représentée à l’écran par une grille de 8x8 cases représentants des quadrants. Chaque quadrant est lui-même divisé en 8x8 cases sur lesquels apparaissent la position de l’Enterprise, des étoiles, des bases spatiales amies et des vaisseaux ennemis. Leurs nombres est  variable et est défini au début d’une partie mais leurs positions changent à chaque fois que le joueur pénètre dans le quadrant. Le joueur peut visualiser la carte d’un quadrant en activant le scanner à courte portée du vaisseau. L’Enterprise, les étoiles, les bases spatiales et les vaisseaux ennemis sont alors représentés par des lettres avec par exemple la lettre « E » pour l’Enterprise. Le joueur peut également activer le scanner à longue portée du vaisseau pour visualiser une carte des quadrants alentour sur laquelle est indiqué le nombre d’étoiles, de bases spatiales et de vaisseaux ennemis présents dans chaque quadrant. Le joueur navigue d’un quadrant à un autre grâce à la distorsion,.
Les combats prennent place au niveau d’un quadrant et se déroulent au tour par tour. Le joueur peut attaquer les vaisseaux ennemis avec un phaseur ou des torpilles à photons. Le phaseur ne nécessite pas de viser mais son efficacité diminue avec la distance. Le joueur doit de plus définir la quantité d’énergie à mettre dans chaque tir. Les torpilles sont tirées en définissant les coordonnées de la cible mais restent efficaces quel que soit la distance et peuvent ainsi détruire un vaisseau ennemi en un seul coup,. Les déplacements et l’usage des armes ou des boucliers drainent l’énergie du vaisseau qui peut être récupérer en se rendant jusqu’à une base spatiale . Le jeu se termine si l’Enterprise est détruit, si la totalité des vaisseaux Klingon sont détruits ou si la limite de temps est atteinte. Le score du joueur est alors calculé en fonction de ses dépenses en énergie, des dommages infligés et subis et du temps restant,.
Des versions ultérieures du jeu ajoutent de nouvelles fonctionnalités : vaisseaux ennemis qui se déplacent après avoir été touchés, étoiles qui absorbent les torpilles, attaques qui endommagent certains systèmes de l’Enterprise comme les scanners ou les boucliers, calculateur qui détermine le meilleur angle de tir des torpilles, possibilité de demander de l’aide à une base spatiale, d’utiliser une arme expérimentale ou d’abandonner le vaisseau,.

## Développement

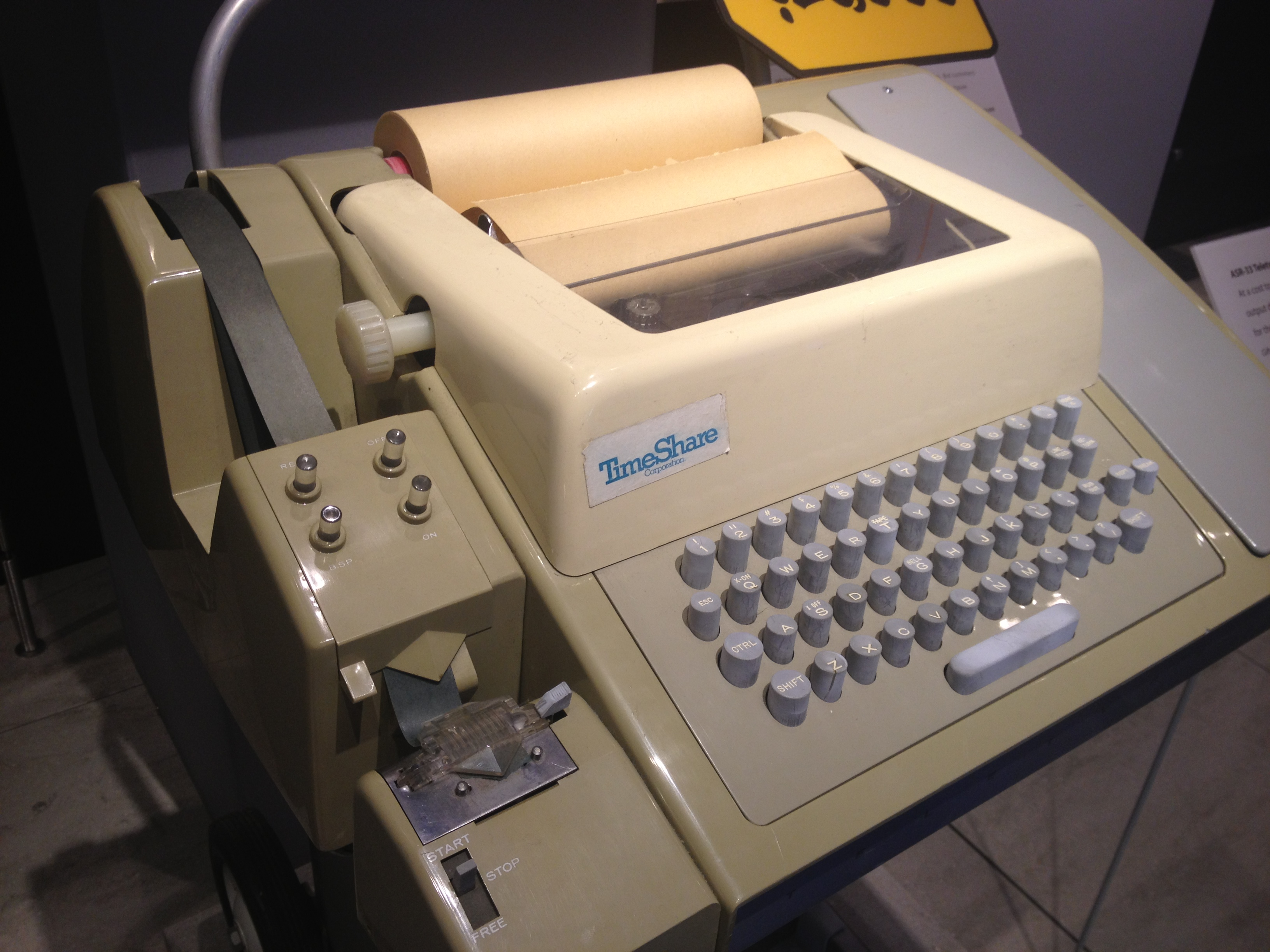
Teletype Model 33 ASR

### Star Trek
Star Trek est initialement programmé par Mike Mayfield en 1971 alors qu’il enseigne la programmation à l’université de Californie à Irvine. Il fréquente à l’époque le laboratoire d’informatique de l’université qui est alors équipé de deux ordinateurs centraux : un Sigma 7 de Scientific Data Systems et un PDP-10 de Digital Equipment Corporation (DEC). Sur ce dernier se trouve une copie de Spacewar!, un jeu de combat spatial développé en 1962. Mike Mayfield, qui dispose d’un accès illicite au Sigma 7, souhaite créer sa propre version du jeu sur ce système. Spacewar! nécessite cependant un affichage graphique dont est dépourvu le Sigma 7 qui est uniquement doté d’un téléscripteur Teletype Model 33 ASR. Il décide donc de créer un jeu dans la lignée de Spacewar! mais pouvant être joué avec un téléscripteur au lieu d’un affichage graphique. Il réfléchit à la question avec ses amis mais ces derniers n’ont aucune expérience de la programmation et la plupart de leurs idées se révèlent infaisables. Le seul concept qui émerge est ainsi celui d’un jeu inspiré de la série Star Trek, qui est alors diffusée à la télévision, devant inclure une carte de la galaxie et d’un système local ainsi qu’un phaseur dont l’efficacité diminue avec la distance. Il commence alors à travailler sur le jeu sur le Sigma 7 en le sauvegardant sur ruban perforé à la fin de chaque session de programmation afin de pouvoir le récupérer le lendemain. Le développement lui prend le reste de l’année scolaire et une partie de l’été.
Plus tard dans l’été, il s’achète une calculatrice HP-35 et commence à fréquenter régulièrement les locaux d'Hewlett-Packard. Il obtient alors l’autorisation d’utiliser le mini-ordinateur HP 2000C de l’entreprise à condition de créer une version de son jeu Star Trek adapté à ce dernier. Compte-tenu des différences entre le BASIC utilisé par le Sigma 7 et celui du HP 2000C, il abandonne alors le programme original pour le réécrire entièrement. Il termine cette adaptation le 20 octobre 1972. Le jeu est ensuite ajouté au catalogue des programmes d'Hewlett-Packard en février 1973 sous le titre STTR1. Le jeu est alors crédité comme étant la création de Centerline Engineering, la société que Mike Mayfield envisage à l’époque de créer,. Le jeu est également publié dans la lettre d’information de la People's Computer Company puis dans leur livre What to Do After You Hit Return (1975).
Le jeu est ensuite découvert par David H. Ahl qui travaille à l’époque pour le service éducation de DEC tout en recherchant des programmes en BASIC succeptibles d’être publié dans la lettre d’information de la société. Avec sa collègue Mary Cole, il adapte STTR1 dans le langage de programmation BASIC-PLUS pendant l’été 1973 avant de le publier, avec quelques ajouts, dans la lettre d’information de DEC. Il attribue alors le jeu à Mike Mayfield de la société Centerline Engineering. À la fin de l’année, il publie le jeu sous le titre SPACWR (Space War) dans son livre 101 BASIC Computer Games qui regroupe la description et le code source de nombreux jeux sur ordinateur central ou sur micro-ordinateur programmés en BASIC. Avec plus de 10 000 exemplaires vendus, le livre rencontre un important succès commercial qui contribue à faire connaitre les jeux qu’il propose.

### Super Star Trek
Début 1974, Bob Leedom découvre la version de Star Trek publiée dans le livre 101 BASIC Computer Games. Il travaille à l’époque pour la Westinghouse Electric Corporation sur un mini-ordinateur Data General Nova et décide alors de porter le jeu sur ce système. Après avoir réussi à le faire fonctionner, il commence à l’améliorer en prenant en compte les suggestions de ses amis. Il modifie ainsi son interface en remplaçant les commandes numériques du jeu originale par des commandes constituées de trois lettres. Il ajoute également des rapports envoyé par des personnages de la série et donne des noms aux quadrants de la galaxie. Il modifie enfin son système de jeu en profondeur en ajoutant des vaisseaux Klingons qui se déplacent et de nouvelles options de navigation et de tir. Après avoir terminé le jeu, il fait publier une description du jeu dans la lettre d’information de la People's Computer Company. David H. Ahl, qui a depuis quitté DEC pour créer le magazine Creative Computing, découvre alors le programme de  Bob Leedom et lui propose de le publier dans son magazine. David H. Ahl porte alors le jeu en Microsoft BASIC et publie le code source du jeu sous le titre Super Star Trek afin de le différencier du jeu original. Il republie ensuite le jeu dans The Best of Creative Computing en 1976 puis dans BASIC Computer Games en 1978. Il y ajoute alors une note précisant avoir eu l’autorisation d’utiliser le titre de la série télévisée par les tenants droits ainsi qu’une explication de Bob Leedom expliquant pourquoi la galaxie est composés de 64 quadrants et non de quatre,,. BASIC Computer Games devient le premier livre consacré à l’informatique à se vendre à plus d’un million d’exemplaire et permet ainsi à la version de Star Trek de Bob Leedom de bénéficier d’une popularité beaucoup plus importantes que les versions développées par Mike Mayfield et David H. Ahl.

## Postérité
Star Trek (et plus particulièrement Super Star Trek) est très populaire dans les années 1970. Dès 1975, il est ainsi présent sur de nombreux ordinateurs centraux des États-Unis et David H. Ahl affirme dans son livre BASIC Computer Games (1978) qu’il est difficile de trouver dans le pays un ordinateur qui ne contient pas une version de Star Trek,. En 1980, le jeu est décrit dans le magazine Dragon comme un des jeux sur ordinateur les plus populaires (sinon le plus populaire) avec littéralement des dizaines de versions différentes disponibles. Dans une rétrospective consacrée au jeu et à ses variante, le journaliste Tony Smith de The Register explique en 2013 que comme la plupart des jeux de l’époque, il est amusant pour une ou deux parties mais se révèle vite lassant. Il note cependant que pour les joueurs de l’époque, il constitue une porte d’entrée attrayante au monde du jeu vidéo alors naissant.
La popularité de Star Trek et de Super Star Trek et la mise à disposition de leur code source donne naissance à de nombreuses adaptations sur ordinateur central et sur micro-ordinateur,,. David Matuszek et Paul Reynolds programme ainsi en FORTRAN une version amélioré de la version originale qu’ils baptisent UT Super Star Trek. Eric Allman développe une version en C qui devient BSD Trek et qui reste incluse dans le pack des jeux classiques de Debian,. En mars 1977, le magazine BYTE publie une version en BASIC du jeu programmé par David Price et qui reprend les commandes sous forme de nombre de la version originale. En 1983, le journaliste Jerry Pournelle affirme dans le même magazine avoir programmé en CBASIC la version de  Star Trek la plus complexe du monde. Une version DOS du jeu est publié en shareware en 1980 sous le titre EGATrek et remplace son affichage textuel par des graphismes en EGA. 
Outre ces versions gratuites, le jeu fait également l’objet de nombreuses adaptations commerciales. Apple publie ainsi une version Apple II du jeu sous le titre Apple Trek (1979) et Atari publie une version Atari 2600 sous le titre Stellar Track (1980). Au moins trois versions du jeu sont disponibles sur TRS-80 dont Trek-80 (1976) de Processor Technology, Trek-80 (1979) de Judges Guild et Startrek 3.5 (1980) de Adventure International,,. Acornsoft en publie une version intitulé Galaxy pour leur ordinateur et la  Tandy Corporation publie Space Trek pour le leur. Une version développé par Windmill Software est publié sur IBM PC sous le titre Video Trek 88 (1982). Apex Software publie une version intitulé TI-Trek (1983) sur TI-99/4A.